# Athletinae
Athletinae is een onderfamilie van weekdieren uit de klasse van de Gastropoda (slakken).

## Geslachten
- Athleta Conrad, 1853
- Volutilithes Swainson, 1831 †